# Donato Castañeda
Donato Ismael Castañeda Barajas (26 de febrero de 1971, Guadalajara, Jalisco, México) es un futbolista mexicano retirado que jugaba en la posición de mediocampista y en sus inicios de delantero. Surgió de las fuerzas básicas del Club Deportivo Guadalajara y participó en los XVI Juegos Centroamericanos y del Caribe y en los XI Juegos Panamericanos con la Selección de fútbol de México. Es hermano del también exjugador del Guadalajara, Juan Manuel Castañeda Barajas, apodado El Chapis. Su bisabuelo fue Félix Barajas (Cristero) y su abuelo fue Donato Barajas.
Durante su estancia en las Fuerzas básicas de Chivas fue llamado varias veces a formar parte de las selecciones juveniles y la pre-olímpica de México. En 1988 fue parte de la Selección de Clubes Unidos de Jalisco , dirigida por José Luis Real, la cual lograría el Campeonato Nacional de Fútbol de Primera Fuerza.
Fue registrado para jugar con el primer equipo del Guadalajara en la temporada 1990-91 y debuta el 27 de enero de 1991 en un partido contra Leones Negros de la Universidad de Guadalajara. Permanece con el primer equipo hasta que deja la institución al finalizar el torneo 1992-93.
Para la temporada 1995-96 jugó en la Liga de Fútbol de Universidades y Clubes Privados Tapatíos con el equipo Caguamos. Al finalizar el torneo fue elegido como "Mejor Jugador" de la temporada.